# Octàvia Major
Octàvia (en llatí Octavia) coneguda com a Octàvia Major, va ser la filla gran de Gai Octavi, pretor l'any 61 aC, i de la seva primera dona Ancària.
Era germanastra de l'emperador August. Entre d'altres la menciona Plutarc, que li dona un parentiu erroni, ja que la confon amb la seva germanastra Octàvia Menor.